# Chiriquí (provins)

Provinsens läge i Panama.

Provinsens flagga.

Provinsen Chiriquí (Provincia de Chiriquí) är en av Panamas 9 provinser.

## Geografi
Chiriquí har en yta på cirka 6 548 km² med cirka 409 800 invånare. Befolkningstätheten är 62 invånare/km².
Huvudorten är David med cirka 78 000 invånare.

## Förvaltning
Provinsen förvaltas av en Gobernador (guvernör), ISO 3166-2-koden är "PA-04".
Chiriquí är underdelad i 13 distritos (distrikt) och 96 corregimientos (division):
- Alanje: 445 km² med

Alanje, Divalá, El Tejar, Guarumal, Palo Grande, Querévalo, Santo Tomás, Canta Gallo, Nuevo México
- Barú: 595 km² med

Puerto Armuelles, Limones, Progreso, Baco, Rodolfo Aguilar Delgado
- Boquerón: 295 km² med

Boquerón, Bágala, Cordillera, Guabal, Guayabal, Paraíso, Pedregal, Tijeras
- Boquete: 488 km² med

Bajo Boquete, Caldera, Palmira, Alto Boquete, Jaramillo, Los Naranjos.
- Bugaba: 879 km² med

La Concepción, Aserrío de Gariché, Bugaba, Cerro Punta, Gómez, La Estrella, San Andrés, Santa Marta, Santa Rosa, Santo Domingo, Sortová, Volcán, El Bongo
- 'David: 881 km² med

David, Bijagual, Cochea, Chiriquí Guacá, Las Lomas, Pedregal, San Carlos, San Pablo Nuevo, San Pablo Viejo
- Dolega: 251 km² med

Dolega, Dos Ríos, Los Anastacios, Potrerillos, Potrerillos Abajo, Rovira, Tinajas, Los Algarrobos
- Gualaca: 626 km² med

Gualaca, Hornito, Los Angeles, Paja de Sombrero, Rincón
- Remedios: 176 km² med

Remedios, El Nancito, El Porvenir, El Puerto, Santa Lucía
- Renacimiento: 529 km² med

Río Sereno, Breñón, Cañas Gordas, Monte Lirio, Plaza Kaisán, Santa Cruz, Dominical, Santa Clara
- San Félix: 223 km² med

Las Lajas, Juay, Lajas Adentro, San Félix, Santa Cruz
- San Lorenzo: 680 km² med

Horconcitos, Boca Chica, Boca del Monte, San Juan, San Lorenzo
- Tolé: 479 km² med

Tolé, Bella Vista, Cerro Viejo, El Cristo, Justo Fidel Palacios, Lajas de Tolé, Potrero de Caña, Quebrada de Piedra, Veladero